# 4240 Grün
A 4240 Grün (ideiglenes jelöléssel 1981 EY20) a Naprendszer kisbolygóövében található aszteroida. Schelte J. Bus fedezte fel 1981. március 2-án.